# Ectropis pulverosa
Ectropis pulverosa är en fjärilsart som beskrevs av W. Warren 1896. Ectropis pulverosa ingår i släktet Ectropis och familjen mätare. Inga underarter finns listade i Catalogue of Life.